# السيد علي الأكبر بن الحسن
السيد علي الأكبر بن الحسن كان وليًا مسلمًا سنيًا، ووفقًا لبعض مؤرخي الأنساب، فهو الابن الثاني للإمام الحسن العسكري، الإمام الحادي عشر في الإسلام الشيعي. وقد اختفى وجوده بسبب الصراعات السياسية المعاصرة مع القيادة السياسية للعباسيين، والتي بلغت ذروتها في ذلك الوقت.
يُعتبر السيد علي الأكبر في الإسلام السني والشيعي بمثابة ولي عند العديد من الأولياء الصوفيين.

## المقدمة
تشير السجلات الأنسابية لبعض العائلات في الشرق الأوسط، وخاصة من بلاد فارس وخراسان، إلى أن الإمام الحادي عشر كان له ابن ثان، وهو السيد علي. ويدعم هذا اعتقاد مختلف أتباع الأولياء الصوفيين، مثل مير سيد علي همداني ومعين الدين تشيشتي وبهاء الدين نقشبند، الذين كانوا مؤسسي الطرق الصوفية الجشتية والنقشبندية وكذلك الولي الصوفي البارز خواجة مودود الجشتي.
في أصول الكافي، كتب الكليني: "تؤكد جميع الروايات أن الحسن العسكري كان له أكثر من زوجة"، و"لما تلقى الخليفة خبر مرض الإمام الحسن العسكري، أمر أعوانه بمراقبة بيت الإمام باستمرار... وأرسل بعض القابلات لفحص زوجات الإمام لمعرفة ما إذا كنّ حوامل. فإذا وُجدت امرأة حاملًا، اعتُقلت وسُجنت."

## الأحفاد
وفقًا للتقارير الأقدم كما هو مذكور أدناه من وثائق وسجلات شجرة العائلة الرسمية، أنجب الإمام الحسن العسكري سبعة أطفال وخلفه ستة. وأسماء أبنائه اللامعين هي: الإمام محمد المهدي، موسى، جعفر، إبراهيم، فاطمة وعلي، ويشار إليهم أحيانًا بالأكبر، الأصغر، التقي، المتقي أو الأمير، أبو عبد الله، شاه أبو المعالي. وتذكر الكتب المبكرة في نسب السادة أيضًا أن أحفاد السيد علي بن السيد الإمام الحسن العسكري عاشوا في مدينة سبزوار في إيران.
من بين أحفاد السيد علي أكبر البارزين الجيل الحادي عشر من الأولياء الصوفيين، مودود تشيشتي وبهاء الدين نقشبند.
كتبت آن ماري شيميل: "إن عائلة خواجة مير درد، مثل العديد من النبلاء من بخارى، تعود بنسبها إلى بهاء الدين النقشبندي، الذي سميت الطريقة النقشبندية باسمه، والذي كان من نسل الجيل الحادي عشر للإمام الشيعي الحادي عشر، السيد الحسن العسكري".

## الجدل
هناك بعض علماء الأنساب الشيعة مثل وليد البعاج الذي يذكر وجود مصادر نسب قديمة تفيد بأن السيد علي الأكبر هو الابن الثاني للسيد الإمام محمد سبع الدجل الذي يُعتبر الأخ الأكبر للإمام الحسن العسكري وذريته. وقد كتب البعاج كتابًا في نسب علي الأكبر إلى محمد بن علي الهادي وليس إلى الحسن العسكري سنة 1999م.
تسلط الأستاذة بجامعة هارفارد آن ماري شيميل الضوء على نسب بهاء الدين نقشبند من الحسن العسكري عبر السيد علي أكبر، في إشارة إلى عائلة النبيل السني خواجة مير درد و"العديد من النبلاء من بخارى؛ وقد قادوا نسبهم إلى بهاء الدين نقشبند، الذي سميت الطريقة النقشبندية باسمه، والذي كان من نسل الجيل الثالث عشر من الإمام الشيعي الحادي عشر الحسن العسكري".

## مكان الدفن
نسب خواجة سمندر محمد بن باقي الترمذي – الشيخ الشهير، والشاعر، والكاتب، والعالِم، ومؤلف كتاب "دستور المُلْك" (دليل الملوك) في القرن السابع عشر – يرجع إلى سلطان السادات، الأمير السيّد علي الأكبر الترمذي، وهو بدوره ابن الأمير السيّد علي الأكبر بن الإمام السيّد محمد العسكري، كما ورد في كتابه التاريخي "دستور المُلْك". وقد كتب عن سادات ترمذ الشاعر والعالِم المعروف في القرن الخامس عشر، صاحب بلخ الشريف، المتخصص في علوم الموسيقى واللغة وغيرها من العلوم. ويبدأ أحد أشعاره باسم سلطان السادات (أي سلطان السادة)، مشيدًا بالأمير السيّد علي الأكبر الترمذي. وعليه، فإن السلطان سعودات هو لقب يُطلق على السيّد علي الأكبر الترمذي، الذي يُعتقد أنه مدفون في المجمع التذكاري المعروف بـ السلطان سعودات"، الواقع في مدينة ترمذ، والذي شُيّد بين القرنين التاسع والخامس عشر الميلاديين. ويُذكر أن السيّد علي الأكبر الترمذي يُكنّى أيضًا بـ أبي محمد، ويُرجّح أنه تُوفي في أواخر القرن التاسع أو أوائل القرن العاشر الميلادي في ترمذ. ويضم مجمّع "سلطان السادات" التذكاري العديد من القبور، حيث يرقد فيه عدد كبير من السادة، يزيد عددهم على ألف قبر، بعضها معروف وبعضها غير مُعلَّم، مما يُعطي المجمع مكانته الروحية والتاريخية الرفيعة في مدينة ترمذ.

## طالع أيضًا
- أحفاد علي بن أبي طالب
- الأئمة الاثنا عشر
- الإمامة (عقيدة الاثني عشرية)
- أهل البيت
- سيد